# STK Zrinski Tuzla
Stolnoteniski klub Zrinski je hrvatski bosanskohercegovački stolnoteniski klub iz Tuzle.
Osnovan je nakon osamostaljenja BiH pri HNK Zrinskom pri kojem je djelovala i košarkaška sekcija, KK Zrinski koja je igrala u najjačoj ligi u BiH, te rukometna sekcija, RK Zrinski.
Muška i ženska sekcija natjecali su se u europskim kupovima. Stolnotenisačice odnosno stolnotenisači Zrinskog natjecali su se 1994. u Europskom kupu prvaka odnosno u ETTU Kupu Nancy Evans.